# Cianorte Futebol Clube
Il Cianorte Futebol Clube, meglio noto come Cianorte, è una società calcistica brasiliana con sede nella città di Cianorte.

## Storia
Il club è stato fondato il 13 febbraio 2002 per sostituire un club defunto chiamato Cianorte Esporte Clube.
Il Cianorte è stato eliminato alla prima fase del Campeonato Brasileiro Série C nel 2005, ed è stato eliminato ai sedicesimi di finale della Coppa del Brasile nel 2005.

## Palmarès

### Competizioni statali
- Campeonato Paranaense Segunda Divisão: 1

2016